# 拱极楼

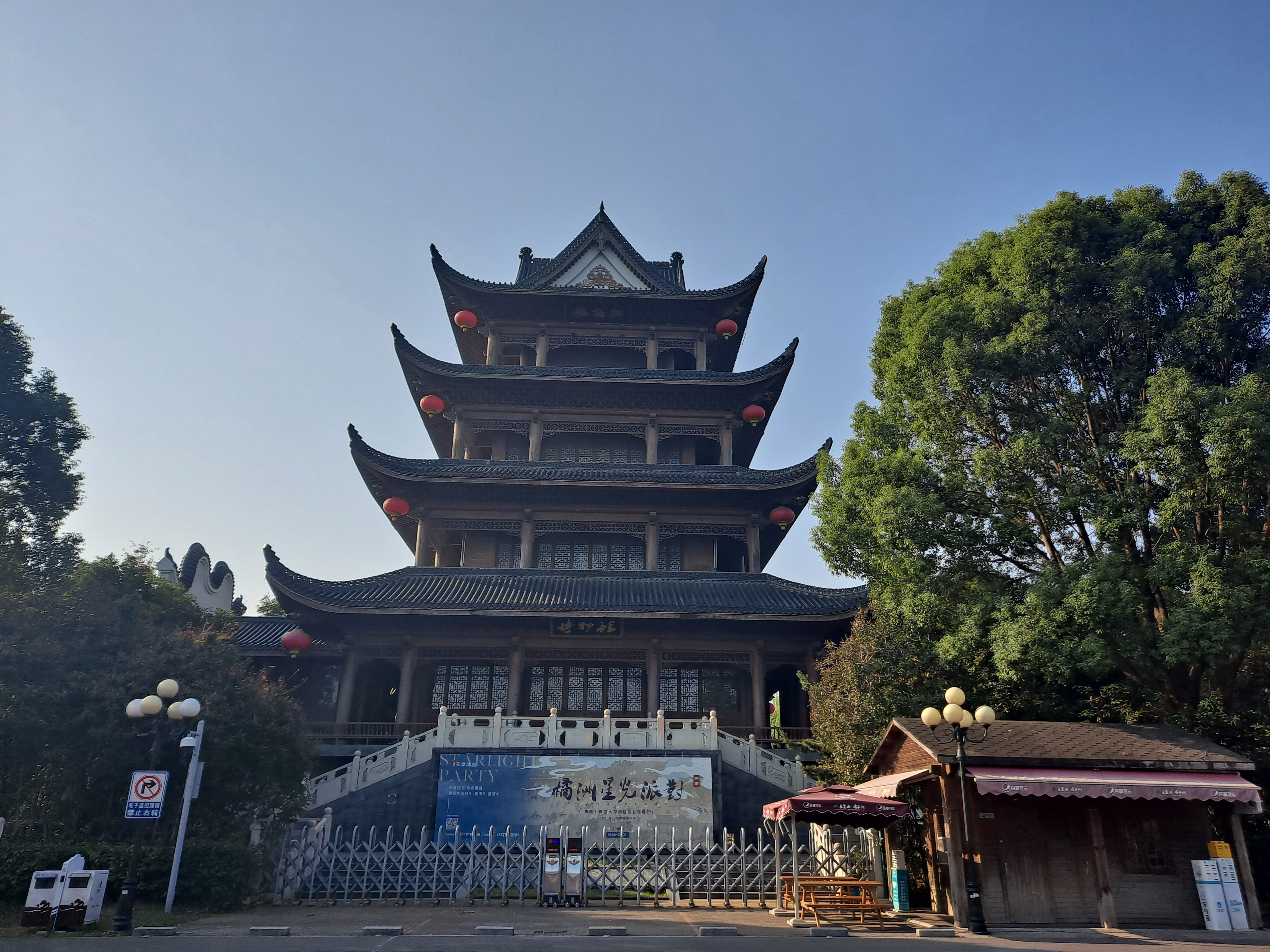
拱极楼

拱极楼位于中国湖南省长沙市橘子洲北端，是潇湘八景之“江天暮雪”的最佳观赏地。
米芾于《江天暮雪并序》中写道:“岁暮江空，风严水结，冯夷翦冰，乱洒飘雪，浩歌者谁？一篷载月，独钓寒潭，以寄清绝。”

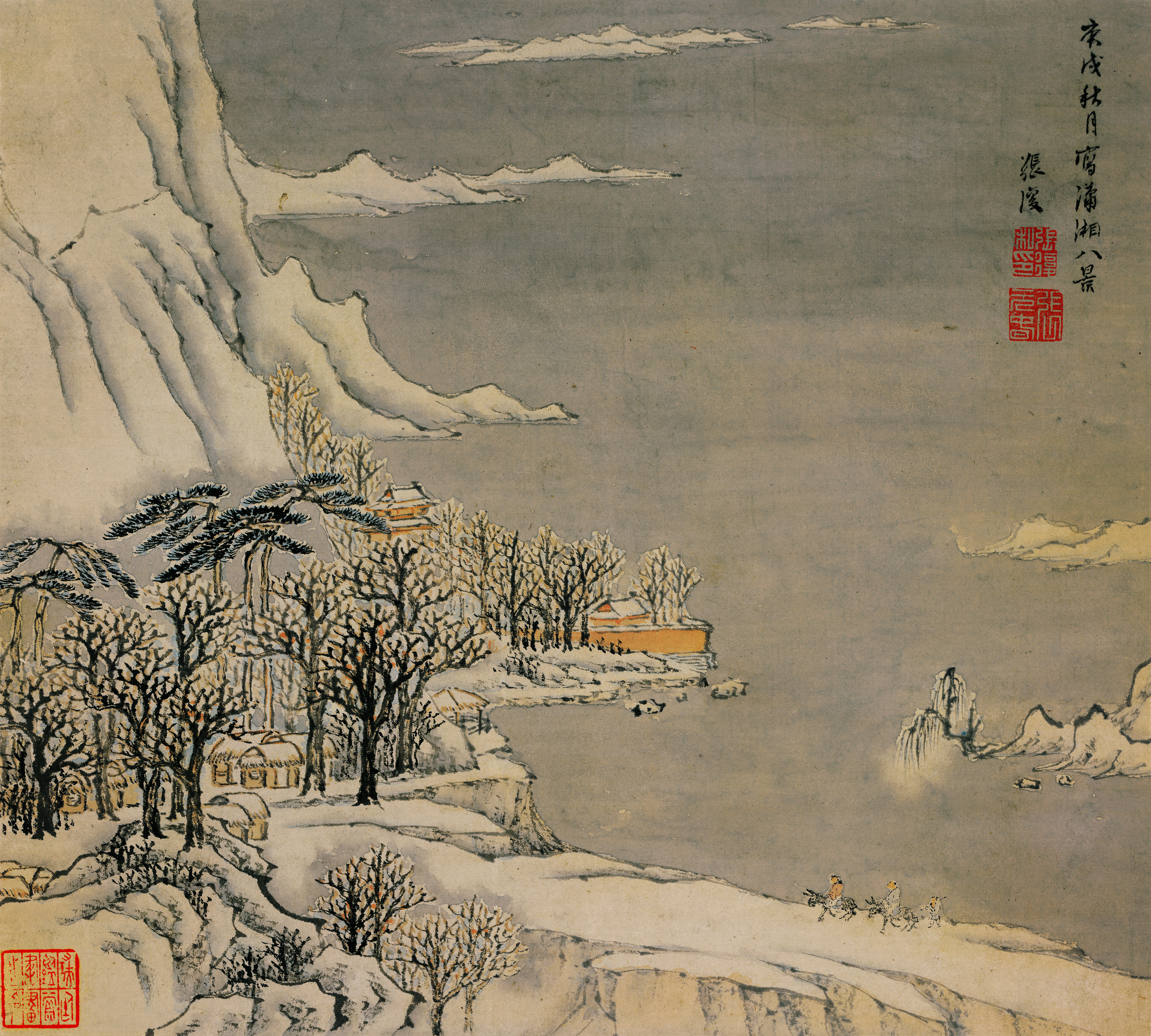
明 張復 瀟湘八景之江天暮雪

## 历史沿革
拱极楼始建于宋元时期，楼高约八九层，高度体量远超岳阳楼和黄鹤楼。有古联云:“拱极楼中，五六月间无暑气；潇湘江上，二三更里有渔歌。”
清咸丰年间，拱极楼毁于兵灾。
2008年，据清同治七年《长沙县志》中插图重建拱极楼，新楼共4层，高约31米。拱极楼附属建筑包括麓山在望、涛回轩、访梅亭等。

## 诗文选摘
清康熙《長沙府古蹟考》中记拱極樓：“在水陸洲寺後，約高七八十尺。西瞻嶽麓，俯瞷潭流，草樹參差，颿鳥映發，若出若沒，亦近亦遠；風紋霞綺，月練煙鬟，清光奔會，自然情移。古聯有云：「拱極樓中，五六月間無暑氣；瀟湘江上，二三更裡有漁歌。」 洵快境也。若乃湖平江漲，蓮怒橘浮，青天半落，主人孤島，徘徊其際，倍難為懷。”
- 晚登拱极楼 张世浚

高阁临波峙，凭栏敞暮烟。

遥空孤月映，分野一星悬。

帆影龙湾失，钟声岳麓连。

苍茫人境远，吟啸落江天。

- 雨中登拱极楼 石承藻

危楼悬百尺，四面敞檐楹。

雨重云迷岳，江空浪撼城。

千樯收浦暗，一鹭立沙明。

清绝潇湘地，应深吊古情。